# Luigi Cremani
Luigi Cremani, lateinisch Aloysius Cremanius (* 17. Februar 1748 in Arezzo; † 15. Dezember 1838 in Florenz), war ein italienischer Jurist, Gelehrter und Richter des Großherzogtum Toskana. Zum Ende des 18. Jahrhunderts war er, gemeinsam mit Filippo Maria Renazzi, einer der repräsentativsten akademischen Strafrechtler Italiens.

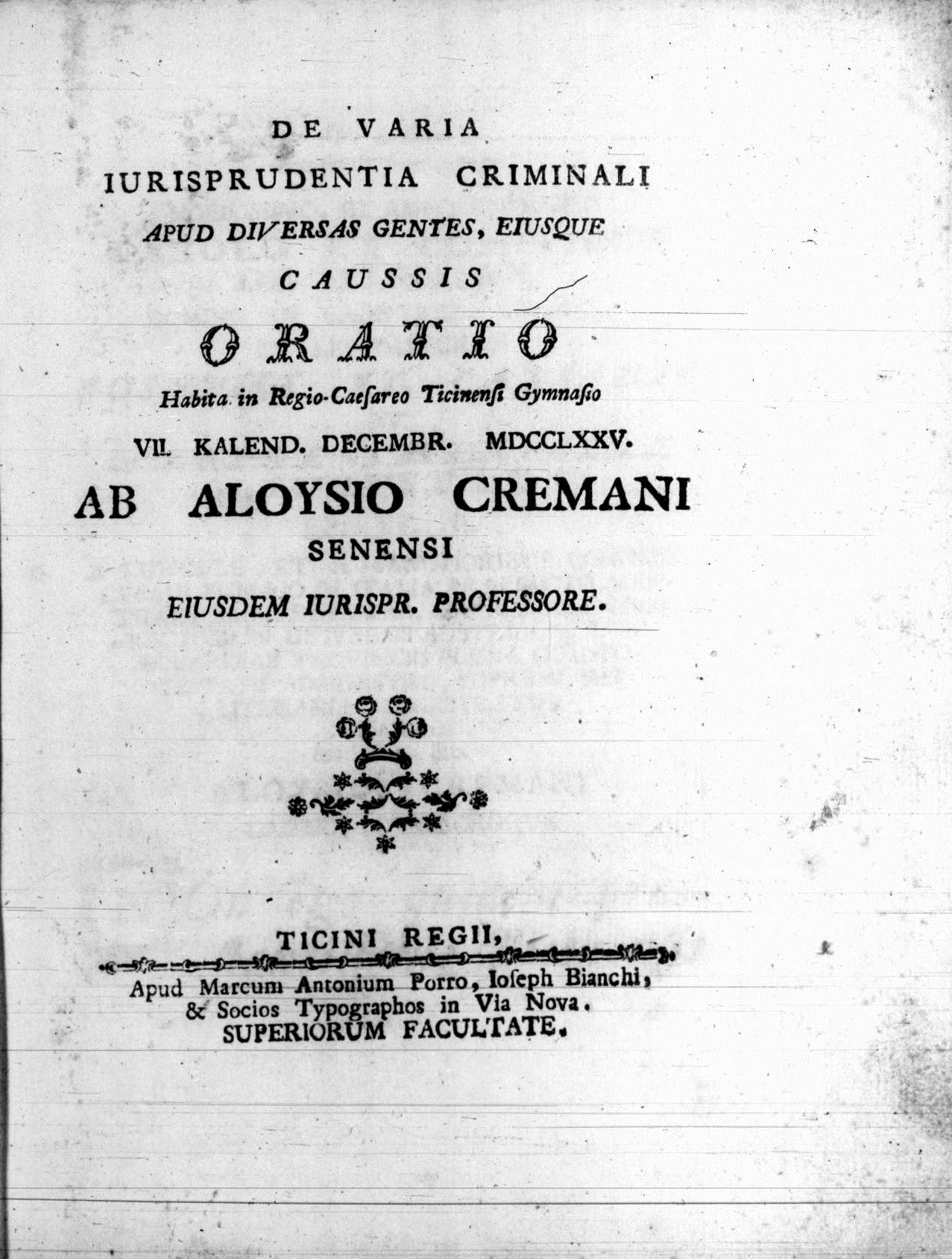
De varia iurisprudentia criminali apud diversas gentes eiusque causis, 1776

## Leben und Wirken
Geboren wurde er 1748 in Arezzo im Großherzogtum Toskana. Er studierte bei seinen Freunden Leopoldo Guadagni e Giovanni Maria Lampredi Rechtswissenschaften in Pisa und begann im Jahr 1772 an derselben Universität mit der Lehre im Zivilrecht und sowohl in diesem Bereich als auch im Bereich des römischen Rechts Werke zu publizieren. Ab 1775 lehrte er für einen Zeitraum von zwanzig Jahren Strafrecht in Pavia, wo er schließlich 1787 zum Rektor berufen wurde und seine Kontakte mit der pro-österreichischen Kultur- und Bildungselite vertiefte.
Als Traditionalist und Feind der Französischen Revolution kehrte er 1796, nach Eindringen Napoleons und seiner Armee in die Lombardei, in die Toskana zurück. Im darauffolgenden Jahr wurde er zum Präsidenten des Obersten Strafgerichtshofes unter Großherzog Ferdinand III. berufen. Er war offener Befürworter der Todesstrafe und leitete im vorübergehend wieder hergestellten Großherzogtum die Schauprozesse gegen die ohne Rechtsbeistand vor Gericht stehenden Jakobiner. In seinem unerbittlichen Handeln verfolgte er ebenfalls den Bischof des Bistums von Pistoia, Scipione de’ Ricci, welcher sich dem Jansenismus zugewandt hatte.
Mit der Rückkehr der französischen Machthaber in die Toskana im Jahr 1800 zog Cremani sich nach Cetona zurück. Im Zuge der Restauration im Jahr 1814, kehrte er als Leiter an den florentinischen Strafgerichtshof unter  Ferdinand III. zurück. Im darauf folgenden Jahr trat er in die Kommission zur Neuordnung des Strafrechts ein; in der Zwischenzeit veröffentlichte er weitere rechtswissenschaftliche Werke.
Er starb 1838 in Florenz.

## Werke
- De varia iurisprudentia criminali apud diversas gentes eiusque causis, Pavia, Marco Antonio Porro & Giuseppe Bianchi & C., 1776.
- De iure criminali, 3 Bände, Ticini, haeredes Petri Galeatii, 1791–1793.